# Terra Indígena Nova Rodelas
A Terra Indígena Nova Rodelas é uma terra indígena localizada no norte do estado da Bahia. Compreende uma área de 409 hectares no município de Rodelas. Em 1999 a população era de 104 Tuxás. As terras ainda não foram homologadas.